# O. D. Anosike
Oderah « O. D. » Anosike (né le 3 janvier 1991 à Staten Island dans la ville de New York aux États-Unis) est un joueur américain de basket-ball évoluant au poste d'ailier fort à Cholet Basket, en Betclic Elite.

## Carrière universitaire
Anosike rejoint la NCAA en 2010 avec les Saints de Siena. Les performances d'Anosike lors de sa première saison sont négligeables avec seulement 2,7 points et 3,4 rebonds de moyenne en 12,1 minutes par match. Cependant, il est l'un des seuls joueurs de l'équipe à jouer durant les 34 matchs de la saison.
Pendant la 2e saison d'Anosike, il compila 8,9 points et 6,8 rebonds par match. L'année suivante, Anosike finit avec 15,0 points et 12,5 rebonds de moyenne. Grâce à ses performances, il devint le meilleur rebondeur de NCAA et fit partie de la All-MAAC First Team,. Lors de cette saison 2011-2012, Anosike compila 17 double-double d’affilée, ce qui est un record pour Siena et la seconde plus longue série de ces 15 dernières années en Division I de NCAA.
Lors de sa dernière saison avec Siena, Anosike fut une nouvelle fois le meilleur rebondeur du pays avec 11,4 prises par match. L'analyste d'ESPN, Jay Bilas déclara au sujet d'Anosike qu'il était le meilleur rebondeur universitaire.

## Carrière professionnelle
Après sa non-sélection lors de la Draft 2013 de la NBA, Anosike signe avec le Scavolini Pesaro, une équipe italienne de Lega A. Anosike termine sa saison avec 14,3 points et 13,1 rebonds de moyenne, ce qui fait de lui le meilleur rebondeur du championnat en 2014. Le 18 mai 2014, il signe à Strasbourg en tant que pigiste médical du pivot français Romain Duport pour le reste des playoffs.

## Vie privée
O. D. Anosike est le fils de Ben et Ngozi Anosike, des immigrés nigérians,. Il a sept frères et sœurs : Nicky, Nneoma, Rotanna, Ikenna, Ifesinachi, Anulika et Ejimofor. Une de ses sœurs, Nicky Anosike, joue également au basket-ball, d'abord avec les Volunteers du Tennessee en NCAA où elle remporta deux titres puis en WNBA.
Bien que son nom de naissance soit Oderah, son surnom "O. D." date de son enfance. À ce sujet, Anosike expliqua que "À l'école maternelle, les enfants n'arrivaient pas à prononcer Oderah, donc ma mère dit 'Appelez-le O. D., les deux premières lettres de son nom' et c'est resté depuis.". Oderah signifie "ce que Dieu a écrit ne peut être effacé".